# Loddington (Northamptonshire)
Loddington – wieś w Anglii, w hrabstwie Northamptonshire, w dystrykcie (unitary authority) North Northamptonshire. Leży 19 km na północ od miasta Northampton i 110 km na północny zachód od Londynu. Miejscowość liczy 477 mieszkańców.